# 羅士信
羅士信（600年—622年4月11日），隋唐軍事人物。齐州历城（今山東省济南市）人。
613年，年仅十四岁，跟随張須陀征讨王薄、孫宣雅，在潍水作战。变民军刚开始布阵，罗士信驰马到阵前，刺杀数人，斩下一人的首级，用长矛挑着首级在阵前巡走，变民军大惊，不敢靠近罗士信。张须陀趁机率兵进攻，变民军大败溃逃。罗士信每杀一人，就割下鼻子揣在怀里，返回后，来检验杀贼的数目。张须陀感叹赞赏，让罗士信随侍身旁。每次打仗，张须陀身先士卒，罗士信紧随其后。隋炀帝派遣使者来慰问，命人画下张须陀、罗士信战斗的场面来观看。
614年，征讨左孝友、盧明月，他和秦叔宝奇襲盧明月大营。616年，張須陀败于李密，自杀；罗士信随裴仁基投靠李密麾下，被任为总管。618年，攻擊王世充时，纵馬進军，身中数矢被捕。王世充对他丰厚待遇，但他对待遇与邴元真同等不满。罗士信有骏马，王世充侄子赵王王道詢想要此马，罗士信不肯给。王世充强行夺走罗士信的駿馬，送给了侄子，致使罗士信心生怨恨。
619年七月，王世充命罗士信进攻穀州，罗士信率领部下千余人归唐。高祖李淵大喜，派使者迎接慰劳，任命他为陝州道行軍总管。620年，随秦王李世民包围慈澗，将王世充太子王玄应刺于馬下。王世充部下拼命抢夺，才将王玄应救回。冬十月，率兵攻陷硤石堡（今河南新安东），又包围千金堡（今河南洛阳北）。千金堡守军对罗士信百般辱骂。罗士信大怒，当天夜里，派遣一百多人怀抱几十个婴儿来到坞堡之下，让婴儿们啼哭，向坞堡的守军谎称：“我们是从东都叛逃，投靠罗总管来的。”不一会儿，又故意相互说道：“这是千金堡啊，我们弄错了！”赶忙匆匆离去。千金堡内的郑军误以为罗士信已经从堡外离去，这是一群从洛阳叛逃而来、迷失了道路的叛徒，遂打开城门，出兵追击。罗士信早已在附近埋下伏兵，见堡内的守军打开城内，立即冲入坞堡，将里面的人全部杀死。621年，平定王世充后，被任命为絳州总管，封郯国公。622年二月，率领左右两百人突入洺州，替代王君廓守洺州，劉黑闥襲撃，时值大风雪，唐军援军救援不及时，罗士信守城八日，城陷被捕，不屈而死，諡曰勇。
羅士信壽命据《旧唐書》《资治通鉴》记载为二十岁，《高祖实录》、《新唐書》记载为二十八岁。《資治通鑑考異》以羅士信十四岁即跟随張須陀征讨王薄为理由，如得年二十，那羅士信616年十四岁；如果得年二十八，608年羅士信十四岁，当时王薄并未起兵。
《隋史遗文》《隋唐演义》等古典小说中，罗士信的事迹基本与正史吻合，只是增加了罗士信早年与秦琼结义，后来为了保护秦母反出山东等情节；有些版本中，罗士信被描绘成智力有缺陷但勇武过人的形象。《说唐》中虽没有罗士信，但是小说中的虚构人物罗成就是以罗士信为历史原型的。而在《大唐秦王詞話》中，提到“罗成，字士信”，认为罗成就是罗士信。

## 传記資料
- 《旧唐書》卷一百八十七上 列传第一百三十七上 忠義上·羅士信传
- 《新唐書》卷一百九十一 列传第一百十六 忠義上·羅士信传

1. ↑   （页面存档备份，存于）。